# TTC9C
TTC9C (англ. Tetratricopeptide repeat domain 9C) – білок, який кодується однойменним геном, розташованим у людей на 11-й хромосомі. Довжина поліпептидного ланцюга білка становить 171 амінокислот, а молекулярна маса — 20 013.
| 10         |  | 20         |  | 30         |  | 40         |  | 50         |
| ---------- |  | ---------- |  | ---------- |  | ---------- |  | ---------- |
| MEKRLQEAQL |  | YKEEGNQRYR |  | EGKYRDAVSR |  | YHRALLQLRG |  | LDPSLPSPLP |
| NLGPQGPALT |  | PEQENILHTT |  | QTDCYNNLAA |  | CLLQMEPVNY |  | ERVREYSQKV |
| LERQPDNAKA |  | LYRAGVAFFH |  | LQDYDQARHY |  | LLAAVNRQPK |  | DANVRRYLQL |
| TQSELSSYHR |  | KEKQLYLGMF |  | G          |  |            |  |            |

A: Аланін

C: Цистеїн

D: Аспарагінова кислота

E: Глутамінова кислота

F: Фенілаланін

G: Гліцин

H: Гістидин

I: Ізолейцин

K: Лізин

L: Лейцин

M: Метіонін

N: Аспарагін

P: Пролін

Q: Глутамін

R: Аргінін

S: Серин

T: Треонін

V: Валін

Задіяний у такому біологічному процесі, як альтернативний сплайсинг. 